# 지옥소녀
지옥소녀(地獄少女)는 스튜디오 딘에서 제작한 호러 미스테리 애니메이션으로 일본에서는 2005년 10월부터 2006년 4월까지 방영하였으며, 이어서 2006년 10월부터 2007년 4월까지는 지옥소녀: 후타코모리(地獄少女 二籠) 가 방영되었다.

## 등장인물

### 메인 캐릭터
엔마 아이
애니메이션의 주인공
성우 : 노토 마미코 / 여민정
이치모쿠 렌 (노마)
성우 : 마츠카제 마사야 / 안용욱
호네온나
성우 : 혼다 타카코 / 김효선
와뉴도
성우 : 스고 타카유키 / 김기현
야마와로
성우 : 시이나 헤키루
키쿠리
성우 : 사카이 카나코 / 이영아
아이의 할머니
성우 : 마츠시다 에리코 / 문남숙
시바타 하지메
성우 : 우에다 유지 / 양석정
시바타 츠구미 (미나미)
성우 : 미즈키 나나 / 문남숙
미카게 유즈키
성우 : 사토 사토미

### 서브 캐릭터
인면지주
성우 : 시바타 히데카츠
시바타 아유미
성우 : 나바타메 히토미/여민정
시바타 센타로
성우 : 토요나가 토시유키/신용우
쿠레바야시 타쿠마
성우 : 후지무라 아유미
메시아이 세이이치
성우 : 히노 사토시
메시아이 호타루
성우 : 오오우라 후유카/배정미
타카스기 아키에
성우 : 오키 카나에
에가미 소라
성우 : 이세 마리야
비토 노조미
성우 : 킷타 이즈미
시이나 타마요
성우 : 아스미 카나

### 해설
1기
- 인간 세상은 인연이라고 합니다. 묶인 실이 휘감긴 약하고 가련한 피안화. 분노와 슬픔과 눈물에 닿아 오전 0시의 장막 너머, 풀 수 없는 원한, 풀어드리지요.

성우 : 무로이 시게루/김기현
2기(후타코모리)
- 흔들흔들 업보의 그림자, 딱한 운명 잃어버린 길, 미워하기도 하고 미움받기도 하며 갈라진 맞거울의 한 쌍, 시간이 엇갈린 어둠에서 나와 당신의 원한, 풀어드립니다.

성우 : 오구라 히사히로/김기현
3기(미츠가나에)
- 갖은 삼거리의 갈림길, 지키고 싶은 것은 자신인가 남인가 변치 않는 꿈인가, 굴곡진 흐트러짐은 셋의 대립, 끝날 리 없는 아비의 연회, 때마침 파고들어 문이 열린다. 풀지 못한 원한, 풀어드립니다.

성우 : YOU